# Ronaldo Aquino
Ronaldo Porlares Aquino, detto Onald (Calbayog, 5 dicembre 1961 – Calbayog, 8 marzo 2021), è stato un politico filippino.
Sindaco della città di Calbayog, è stato ucciso durante un'operazione di polizia tuttora oggetto di indagini da parte della magistratura locale.

## Biografia
Per diversi anni membro del Partito Liberale delle Filippine, entra nello scenario politico di Calbayog nel 2007 quando è eletto vicesindaco della città. Il 2 maggio 2011 diviene sindaco a seguito dell'assassinio di Reynaldo Uy, ucciso a colpi di arma da fuoco da soggetti non identificati, e completa poi il resto del mandato del predecessore sino alla sua scadenza nel giugno 2013.
In cerca di una sua riconferma, alle elezioni di maggio sconfigge con un margine ristretto gli avversari Angel Tan e Jimjim Uy – la prima membro del clan politico dei Tan, il secondo figlio di Reynaldo –, venendo poi rieletto nel 2016 e nel 2019. La città di Calbayog, teatro di uccisioni e di episodi di violenza soprattutto in periodo di elezioni (tanto da guadagnarsi il soprannome di Killbayog), conosce successivamente una serie di riforme durante il mandato di Aquino, con la formazione di una serie di unità operative per contrastare armate private e criminalità locali.
La sera dell'8 marzo 2021, assieme a due membri della sua scorta, rimane ucciso in una sparatoria nei pressi del ponte Laboyao con gli occupanti di due veicoli, accostatisi di fianco alla Toyota HiAce del sindaco; inizialmente l'evento viene considerato un agguato, sicché iniziano indagini da parte della polizia nazionale filippina. Più tardi la polizia rivela tuttavia che gli aggressori erano membri della task force antidroga locale e che gli spari rivolti alla vettura del sindaco erano stati una risposta ad un iniziale attacco armato da parte di costui. Gli uccisori del sindaco vengono quindi accusati di omicidio assieme al figlio di Aquino, reo di aver ucciso degli agenti durante lo scontro a fuoco. L'incidente è condannato sia dal capo della polizia Guillermo Eleazar che dal rappresentante del 1º distretto di Samar Edgar Sarmiento, stretto alleato politico del sindaco.